# Cléber Schwenck Tiene
Cléber Schwenck Tiene (sinh ngày 8 tháng 2 năm 1979) là một cầu thủ bóng đá người Brasil.

## Sự nghiệp câu lạc bộ
Cléber Schwenck Tiene đã từng chơi cho Vegalta Sendai.

## Thống kê câu lạc bộ

### J.League
| Đội            | Năm       | J.League | J.League | J.League Cup | J.League Cup | Tổng cộng | Tổng cộng |
| Đội            | Năm       | Trận     | Bàn      | Trận         | Bàn          | Trận      | Bàn       |
| -------------- | --------- | -------- | -------- | ------------ | ------------ | --------- | --------- |
| Vegalta Sendai | 2005      | 38       | 13       | -            | -            | 38        | 13        |
| Tổng cộng      | Tổng cộng | 38       | 13       | 0            | 0            | 38        | 13        |